# VDL-НЕФАЗ-52998
VDL-НЕФАЗ-52998 Transit — российский трёхосный автобус большого класса производства Нефтекамского автомобильного завода, созданный в сотрудничестве с бельгийско-голландской корпорацией «VDL». Выпускался сверхмалой серией в 2009 и 2010 годах.

## История создания
В 2006 году Нефтекамским автомобильным заводом было подписано соглашение о сотрудничестве с бельгийско-голландской корпорацией «VDL», предусматривающее создание на шасси «VDL» ряда городских и междугородних моделей автобусов. В сентябре 2006 года на Московском международном автосалоне был представлен городской частично низкопольный автобус VDL-НЕФАЗ-52997, а спустя три года, — в 2009 на выставке «Интеравто 2009» — его трёхосная модификация VDL-НЕФАЗ-52998.

## Устройство автобуса
Шасси, детали интерьера и электрооборудование для автобуса VDL-НЕФАЗ-52998 поставляется компанией «VDL». Кузов полностью изготавливается в Нефтекамске. Дизайн передней пластиковой маски повторяет перед городского двухосного автобуса VDL-НЕФАЗ-52997 и отчасти междугороднего VDL-НЕФАЗ-52996. Передние и задние маски, а также каркас и обшивка кузова производится НЕФАЗом самостоятельно, при участии российских партнеров.
Первая и третья оси автобуса изготовляются компанией ZF, вторая, ведущая, производится голландской компанией DAF.
Автобус оснащён 6-цилиндровым рядным дизельным двигателем DAF PE 265C рабочим объемом 9.2 литра и мощностью 360 л. с. экологического стандарта Евро-3 и автоматической коробкой передач ZF 6HP602C Ecomat 2.
Подвеска автобуса независимая пневматическая, с электронным управлением, тормоза дисковые.
Двери передние открываются внутрь (с раздельным управлением каждой створкой), средняя — двустворчатая, задняя — одностворчатая (качающегося типа, открываются наружу). Управление дверьми — электропневматическое.
Отопление салона автобуса и места водителя осуществляется жидкостной системой отопления, использующей тепло системы охлаждения двигателя и жидкостного подогревателя, а также фронтальным отопителем, отопителем обдува передней двери и конвекторами (в салоне и у водителя).

## Эксплуатирующие города
Автобусы данной модели эксплуатировались в городах Башкортостана: Уфе и Нефтекамске. В 2010 году автобус VDL-НЕФАЗ-52998 проходил испытания в Санкт-Петербурге, а в 2011 году эксплуатировался в Воронеже. На 2025 год десять из 11 автобусов списаны и утилизированы. Единственный сохранившийся VDL-НЕФАЗ-52998 находится в Башкортостане.